# Obturador

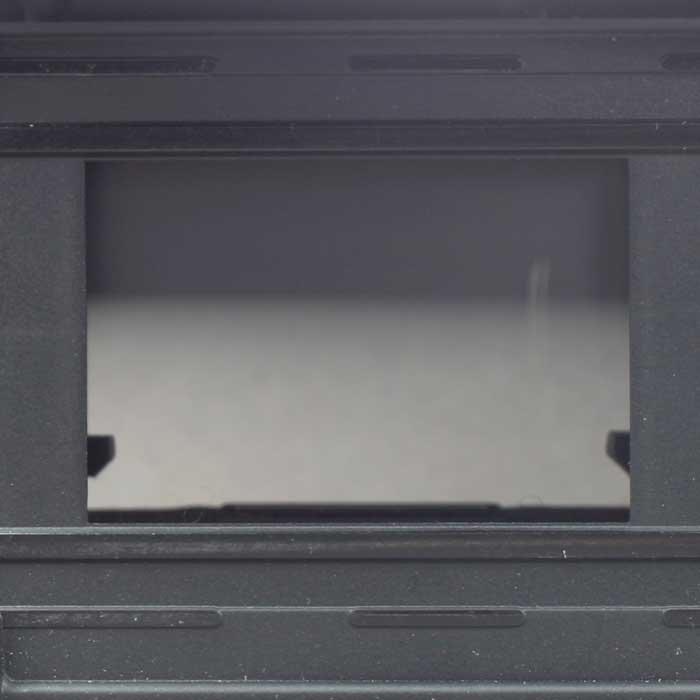
Exemplo de obturador plano.

O obturador é um dispositivo mecânico presente em câmeras fotográficas, que permite controlar o tempo de exposição do filme (câmeras analógicas) ou sensor (câmeras digitais) à luz. Quando acionado o disparador da câmera, esse dispositivo abre-se e fecha-se, permitindo que a quantidade desejada de luz incida sobre o filme ou sensor: quanto mais tempo aberto, maior a incidência de luz. Consequentemente, a velocidade do obturador é um dos elementos fundamentais do chamado triângulo da exposição; como tal, ele constitui um dos elementos fundamentais que permitem ao fotógrafo obter o resultado final desejado em uma fotografia.
As velocidades do obturador são calculadas em frações de segundo e normalmente representadas por seu denominador. Assim, velocidades como 1/2 s, 1/125 s e 1/500 s são geralmente representadas respectivamente pelos números 2, 125 e 500. As velocidades são subdivididas em baixa (de 1/1 até 1/30), média (de 60 até 250) e alta (de 500 até 8000).
O tempo de abertura do obturador deve ser adequado à sensibilidade do filme (ASA) ou à da seleção da câmera digital (ISO) utilizados, e também à abertura da objetiva utilizada. A relação entre obturador, a sensibilidade e a objetiva é a seguinte: filmes e sensores de alta sensibilidade necessitam de menos luz; e objetivas com aberturas maiores permitem a entrada de uma maior quantidade de luz, independentemente do tempo de exposição. Assim, quanto maior a sensibilidade e maior a abertura, maior é a velocidade do obturador. Inversamente, filmes e sensores com menor sensibilidade, e objetivas com abertura menor, requerem que o obturador permita uma exposição mais longa à de luz, e, portanto, funcione com menor velocidade.